# Cistocele
En medicina, se llama cistocele a la protrusión de la vejiga urinaria sobre la pared anterior del  conducto vaginal. Se produce como consecuencia de debilidad en los tejidos y fascias que sostienen la vejiga en su posición normal, tendiendo esta a desplazarse hacia abajo por la fuerza de la gravedad. Es una enfermedad relativamente frecuente en la mujer a partir de los 40 años.

## Factores de riesgo
Entre los factores de riesgo que predisponen a la aparición de cistocele, se encuentran la edad avanzada, menopausia, partos múltiples especialmente cuando son difíciles y traumáticos, predisposición genética y cirugía pelvica previa. Otras circunstancias que pueden influir son el aumento de presión abdominal por tos crónica en el caso de fumadoras, ciertos ejercicios físicos repetidos, obesidad o constipación persistente.

## Grados
El cistocele puede presentarse en tres grados, es de grado I cuando la vejiga apenas protruye sobre la pared vaginal, de grado II cuando la vejiga se asoma a la apertura externa de la vagina, y de grado III cuando la vejiga sale por fuera de la cavidad vaginal y es visible claramente en el exterior.

## Epidemiología
Aproximadamente un tercio de las mujeres mayores de 50 años se ven afectadas hasta cierto punto por el trastorno, que puede tener un fuerte impacto en la percepción del cuerpo y la sexualidad de la mujer. Se espera que con el envejecimiento general de la población la prevalencia de este trastorno aumente notablemente en los próximos años.  Los estudios de prevalencia del cistocele (y más generalmente del prolapso de órganos pélvicos) son muy variables y a menudo discordantes, probablemente debido al hecho de que muchas mujeres con este trastorno son sustancialmente asintomáticas. En un estudio realizado en los Estados Unidos en 2008 (estudio que no distinguió entre cistocele, ureterocele , enteroceley rectocele) realizado en casi 2000 mujeres, se resaltó que el 2.9% de las entrevistadas había tenido una experiencia de hinchazón o sensación de algún órgano que estaba a punto de caerse de la zona vaginal.

## Síntomas
Los síntomas son muy variables en intensidad, algunas mujeres apenas tienen molestias, en otras en cambio, se produce sensación de cuerpo extraño, pesadez y dolor,
sobre todo cuando permanecen de pie durante un tiempo, en muchos casos se presenta sensación de urgencia miccional, incontinencia urinaria e imposibilidad de vaciar completamente la vejiga urinaria durante la micción.

## Tratamiento
El tratamiento recomendado depende del grado de severidad del cistocele. En los casos leves se recomienda tratamiento conservador basado en realizar ejercicios específicos encaminados al fortalecimiento de los músculos situados en el suelo pélvico. Reciben el nombre de ejercicios de Kegel y resultan muy útiles para tratar la incontinencia urinaria. 
También se utilizan otras terapias, como la biorretroalimentación (biofeedback)
y la estimulación eléctrica. Es recomendable asimismo modificar los estilos de vida, abandonar el tabaquismo, reducir peso si es necesario y evitar ejercicios intensos que aumenten la presión intraabdominal.
En caso de cistocele avanzado, o cuando fracasan las medidas anteriormente citadas, el tratamiento recomendable es la cirugía. Existen diversas técnicas quirúrgicas, entre ellas la colposacropexia, y puede utilizarse la vía transabdominal mediante una incisión en el abdomen o transvaginal. En los últimos años se colocan mallas que pueden ser de material sintético o biológico y tienen la función de aumentar la capacidad de sustentación de los tejidos. A pesar de las mejoras continuas de las técnicas quirúrgicas, no siempre los resultados de la intervención son satisfactorios y en ocasiones se producen recidivas.